# Kopalnia Węgla Kamiennego Rozbark
Kopalnia Węgla Kamiennego Rozbark (niem. Heinitzgrube, Zakład Górniczy Bytom II) – kopalnia węgla kamiennego w Bytomiu, położona w dzielnicy Rozbark, powstała w 1870 roku, wydobycie prowadzono do lipca 2004 roku.
Obszar kopalni przed połączeniem z Kopalnią Węgla Kamiennego Łagiewniki wynosił 7,69 km², pola eksploatacyjne miały powierzchnię 5,1 km². W 2014 roku w budynku cechowni dawnej kopalni otwarto Teatr Tańca i Ruchu Rozbark.

## Historia kopalni

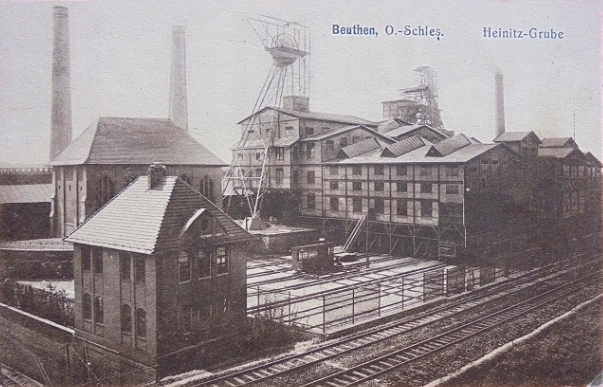
Zabudowania kopalni Heinitz, niemiecka pocztówka (przed 1916)

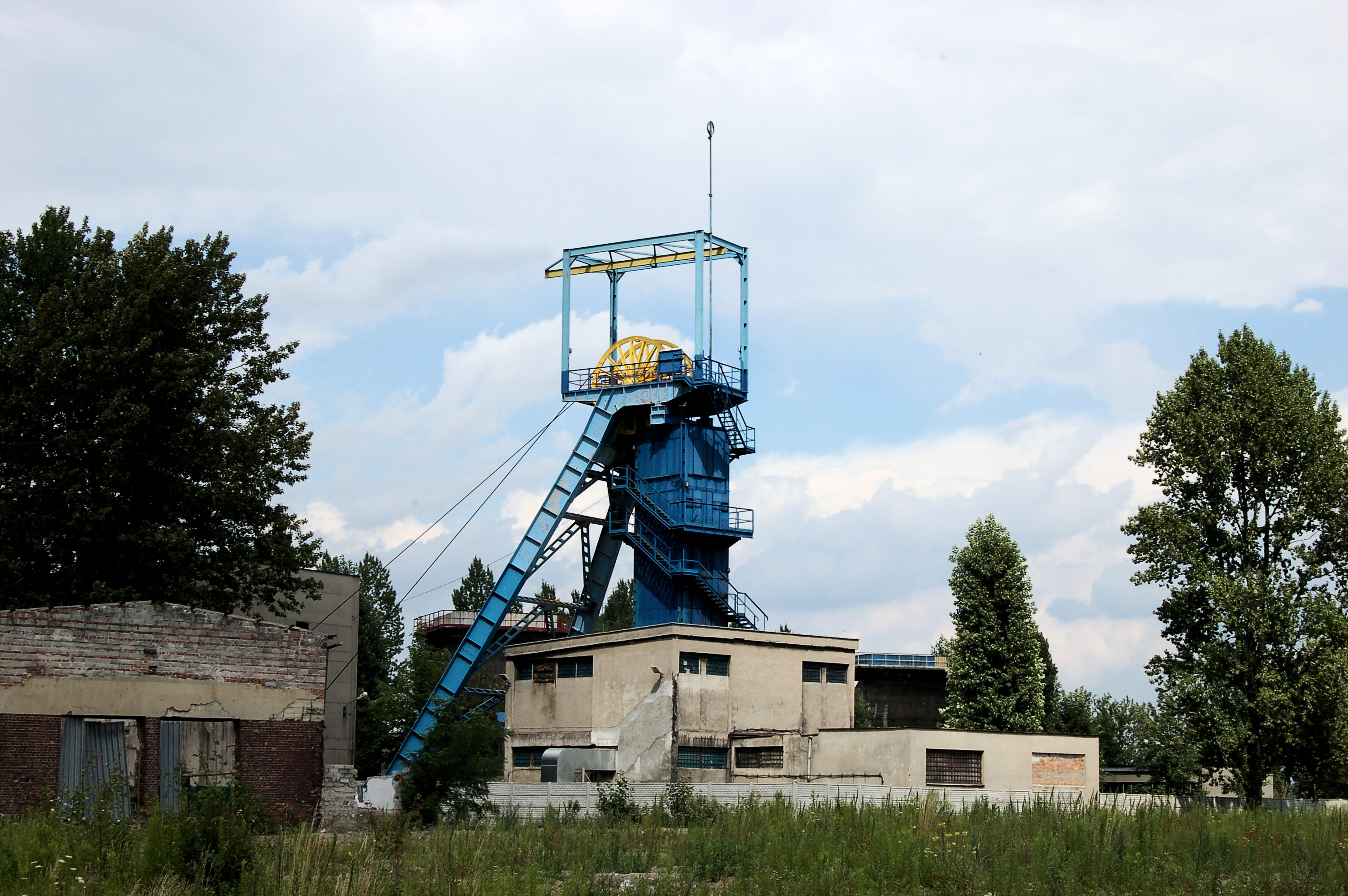
Wieża wyciągowa szybu Barbara I kopalni Rozbark (2008)

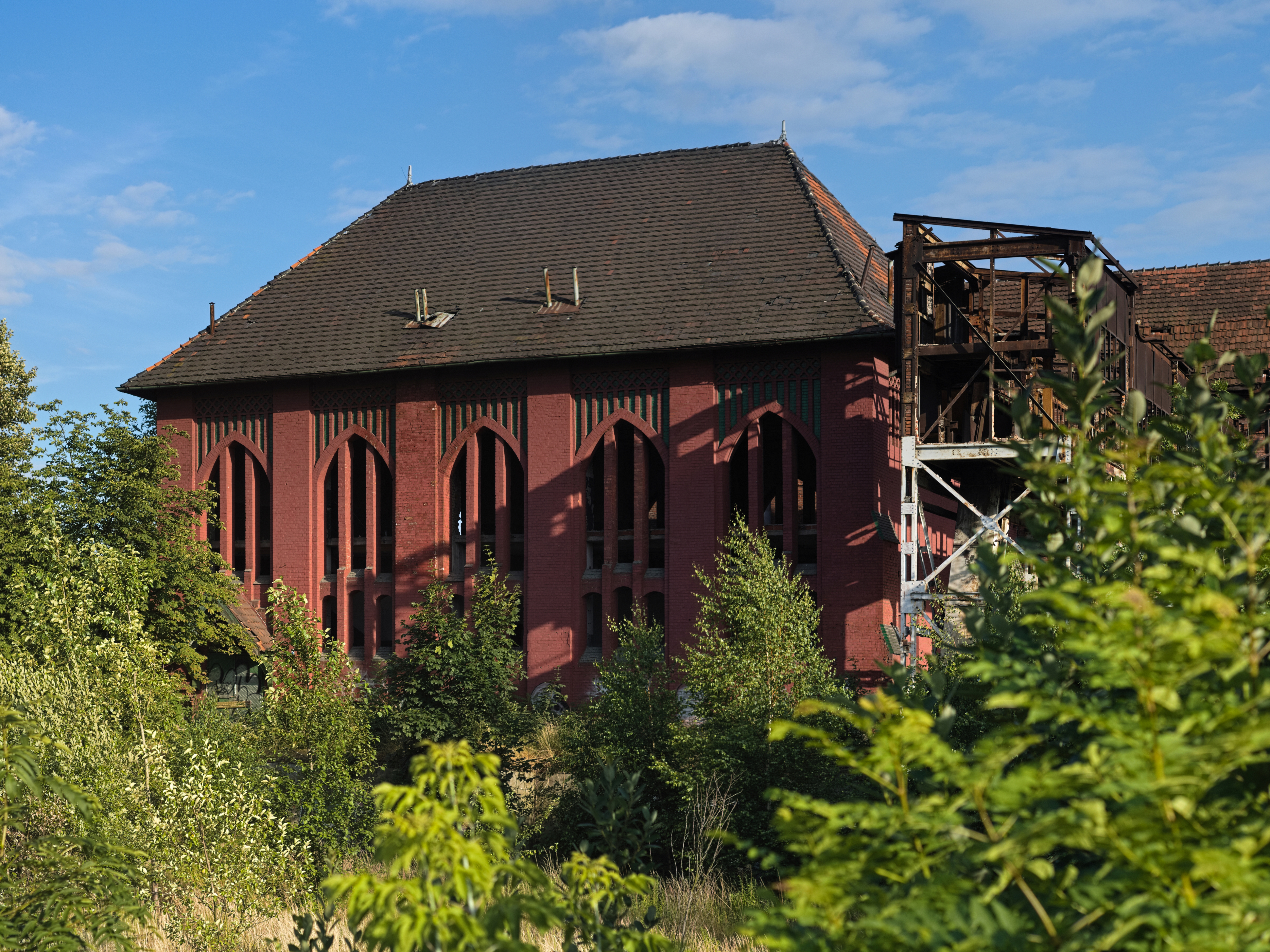
Maszynownia szybu Bończyk (2019)

Pierwsza nieprecyzyjna wzmianka o eksploatacji górniczej na terenie późniejszej kopalni Rozbark z 1839 roku wskazuje na rok 1828 jako czas pierwszych prób drążenia szybu, być może przez okolicznych mieszkańców.
23 czerwca 1855 roku Hugo I Henckel von Donnersmarck zgłosił do Urzędu Górniczego we Wrocławiu zakup pola górniczego Rossberg (wcześniej Elise), które zostało powiększone 29 czerwca 1867 roku. 4 lutego 1856 roku zostało zgłoszone pole Heinitz, powiększone 29 marca 1867 roku. Przyszłe tereny kopalni to również pola Moritz, Emil i Hugo, kupione w 1864 roku przez braci Friedlaenderów, właścicieli huty „Moritz” w Bobrku. Na tych polach rozpoczęto drążenie szybów „Prittwitz” (późniejszy „Stalmach”) i „Mauve” (późniejszy „Bończyk”). Przy drążeniu szybu „Mauve” natknięto się na kurzawkę, przez co nastąpiło zalanie wykonanego odcinka wraz ze sprzętem. Po usunięciu przeszkód „Mauve” został pogłębiony do 190 m, a „Prittwitz” do 182 m. Eksploatacja w tym czasie sięgała ponad 10 tys. ton węgla koksującego rocznie. Friedlaenderowie zadecydowali o zakupie pól Rossberg i Heinitz od H. Donnersmarcka w 1870 roku. Następny zakup w 1871 roku obejmował 2 parcele rozbarczanina Józefa Lampki o łącznej powierzchni przeszło 46 mórg.
W 1874 roku zainstalowano pompę odwadniającą typu Wolff na głębokości 300 m. U schyłku lat 70. XIX wieku zbudowano sortownię, początkowo o sitach nieruchomych, później w oparciu o ruchome przesuwacze Briarta.
W 1878 roku zastosowano w kopalni oświetlenie elektryczne. Kolejne unowocześnienie to montaż taśm Corneta na szybie „Dechen” w 1879 roku. Były to przenośne przebieracze do grubego asortymentu węgla, z których ręcznie wybierano skałę płonną. Poniesione nakłady finansowe na modernizację okazały się niewspółmierne do osiąganych zysków, na co wpływ miał zarówno spadek ceny węgla jak i przede wszystkim mylnie oszacowane zasoby tego surowca. Doprowadziło to w konsekwencji do sprzedaży kopalni bankierowi Friedmannowi. Nowy właściciel postanowił rozpocząć eksploatację na poziomie 350 m, czyli 100 m głębiej, niż dotychczas, z uwagi na przewidywane grube pokłady węgla. W 1883 roku kopalni nadano nazwę „Heinitz” na cześć ministra górnictwa Friedricha Antona von Heynitza.
Wydobycie węgla w tonach:
- 1883 – 125 192
- 1884 – 129 813
- 1885 – 134 057
- 1886 – 162 806
- 1887 – 190 481
- 1888 – 275 713
- 1889 – 338 439

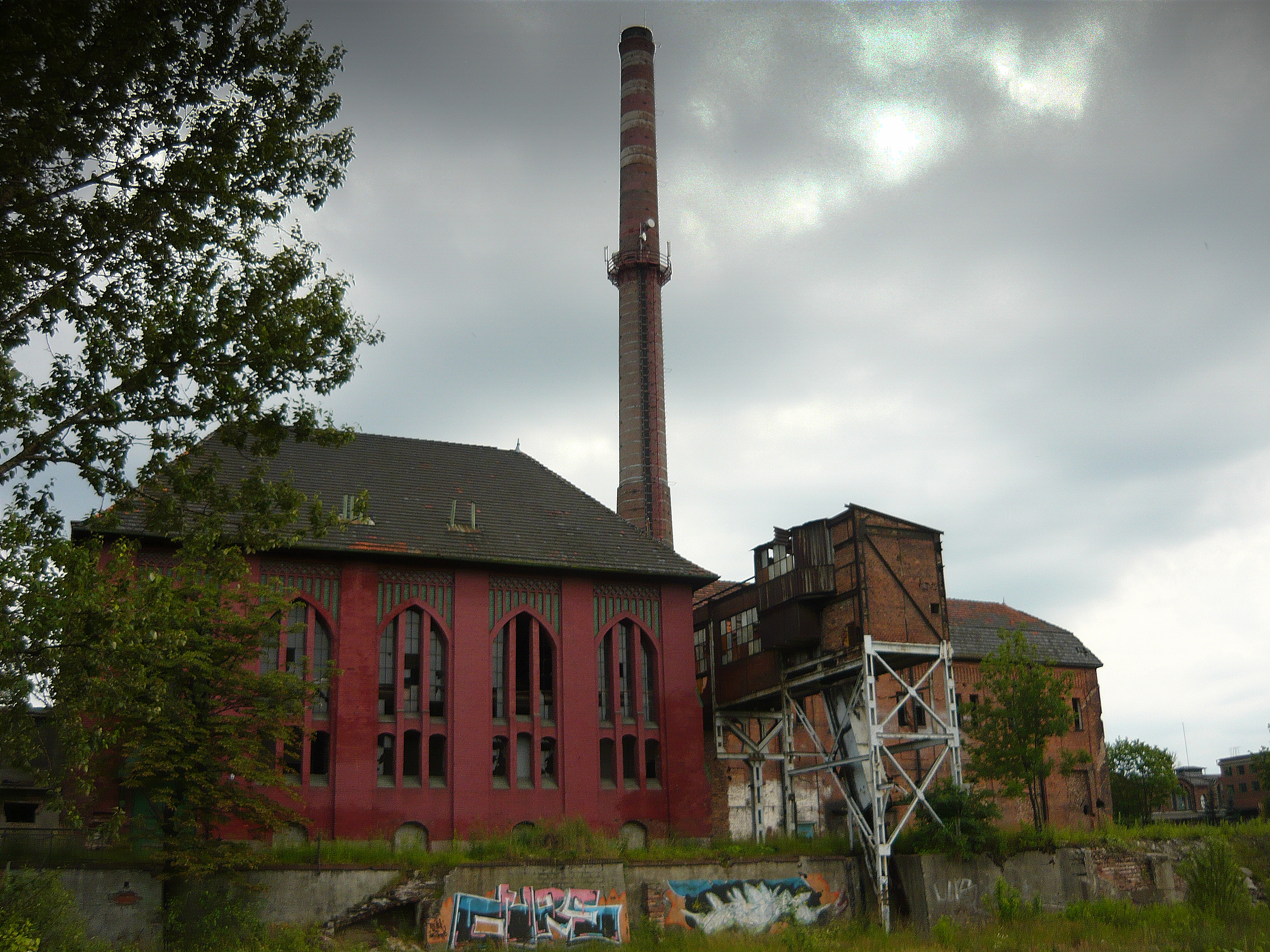
Maszynownia szybu Bończyk i kopalniana kotłownia (2011)

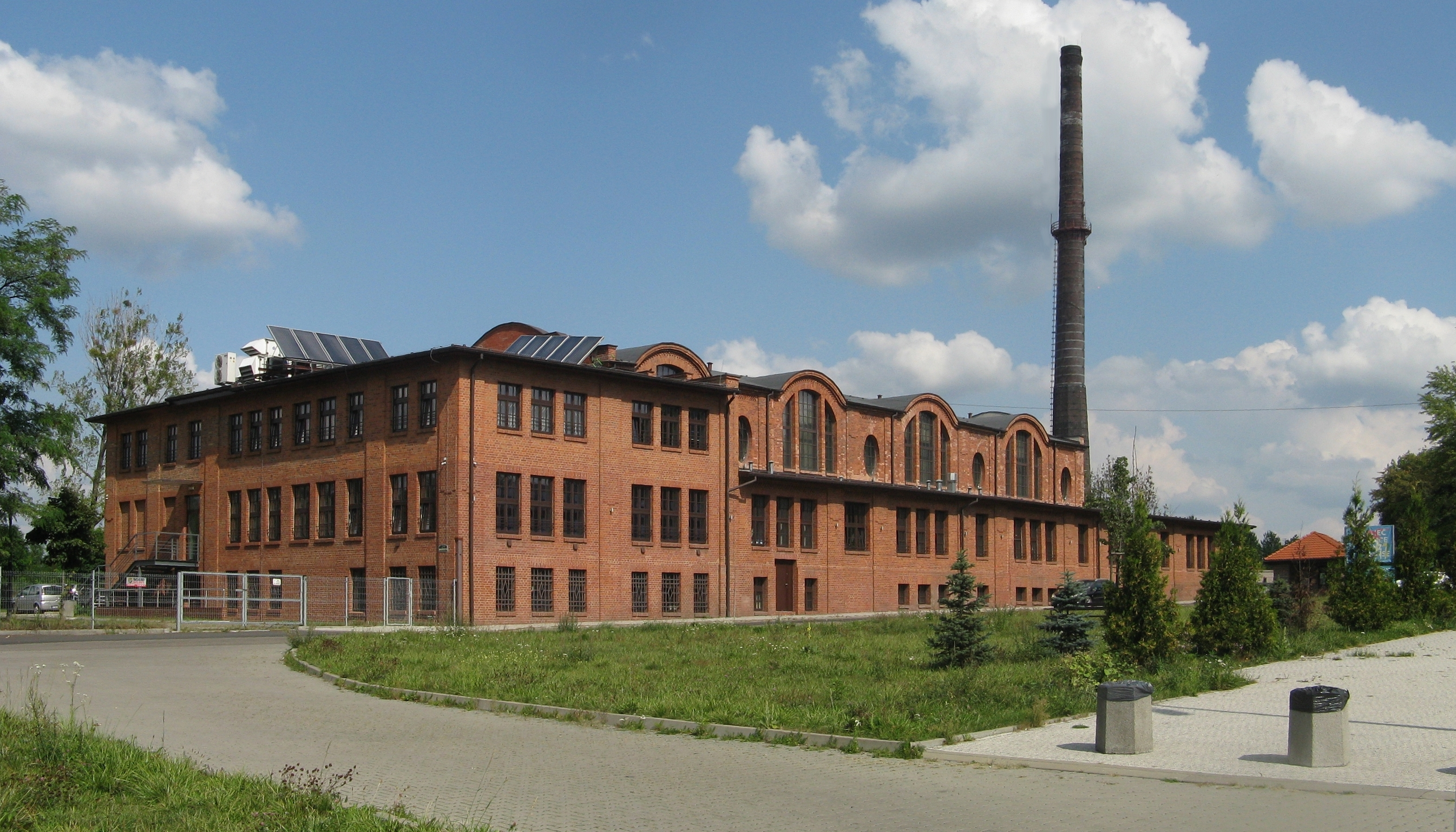
Cechownia kopalni Rozbark (2018)

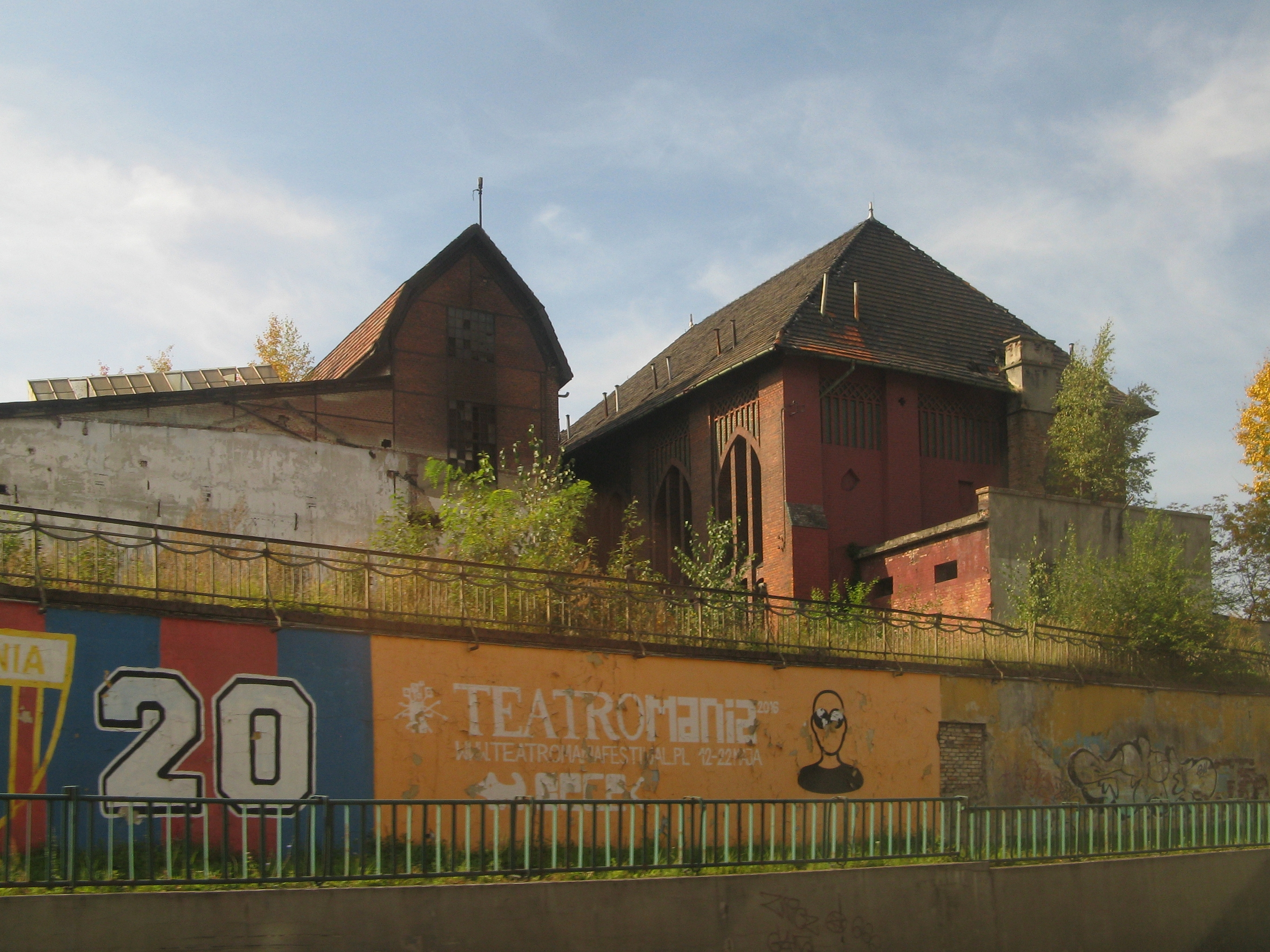
Maszynownia szybu Bończyk, pod nią zabytkowy mur oporowy okalający zabudowania kopalni (2018)

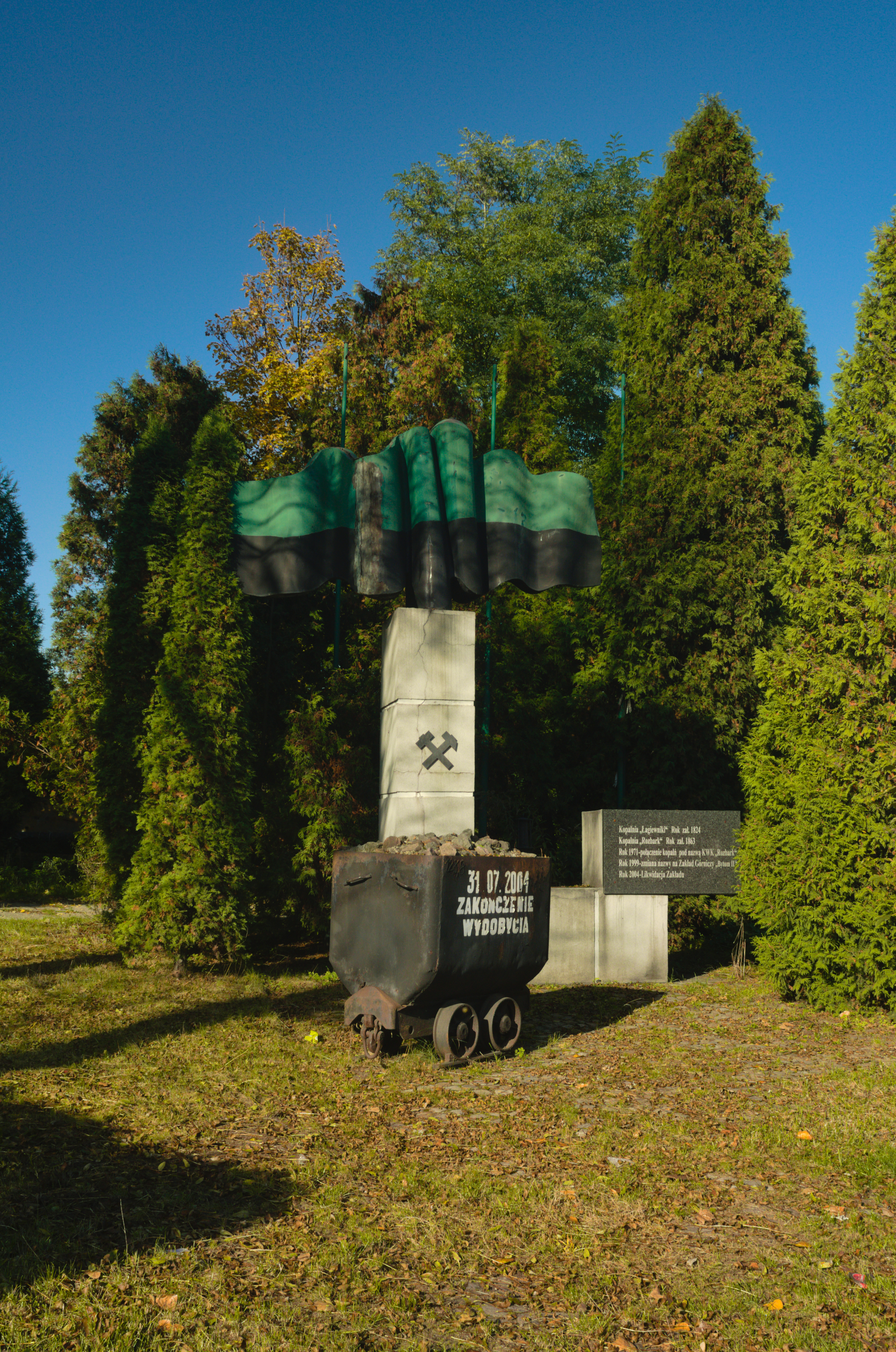
Pomnik upamiętniający kopalnie Rozbark i Łagiewniki w Bytomiu (2019)

Ustabilizowanie cen węgla umożliwiło Towarzystwu udostępnienie pokładów na poziomach 450 i 540 m, a także powrót do eksploatacji pokładów pola wschodniego, zarzuconego z powodu trudności związanych z natknięciem się na duży uskok. Inwestycje obejmowały wybicie nowego szybu wentylacyjnego, przystosowanie maszyn do obsługi dużych głębokości, a także zastosowanie w 1892 roku ręcznych kołowrotów i wiertarek.
Pomimo dotarcia do bogatych pokładów kopalnia znalazła się w trudnej sytuacji, z uwagi na pożar, który spowodował duże straty, jak również przez niedoinwestowanie, uniemożliwiające eksploatację przynoszącą duże zyski. W konsekwencji, w 1890 roku Friedmann sprzedał kopalnię Towarzystwu Górniczemu Georg von Giesches Erben za 4,5 mln marek.
Na tej kopalni w 1923 zdarzył się największy wypadek w Bytomiu spowodowany pożarem.
Przy szybie Barbara od 1945 roku istniał obóz pracy przymusowej dla więźniów, internowanych i jeńców. Pod koniec listopada 1945 roku przebywało w nim przeszło 1200 osób. Obóz został zlikwidowany wiosną 1949 roku.
4 grudnia 1981 roku, podczas uroczystości barbórkowych z udziałem ks. prymasa Józefa Glempa poświęcono sztandar NSZZ „Solidarność” kopalni „Rozbark”. Ks. prymas w tymże dniu zwiedzał również podziemia kopalni. Przed 1991 rokiem stary budynek maszyny wyciągowej szybu "Bończyk" został zaadaptowany na potrzeby warsztatów szkolnych.
Wydobycie zakończono w lipcu 2004 roku, pozostałe po kopalni „Rozbark” złoże „Rozbark” przygotowano do eksploatacji, którą prowadziła Kopalnia Węgla Kamiennego Piekary z wykorzystaniem wydrążonych w tym celu przekopów.
Zespół zabudowy rejonu głównego dawnej kopalni Rozbark został wpisany 8 października 2007 roku do rejestru zabytków nieruchomych województwa śląskiego (nr rej.: A/213/07). Zespół tworzą następujące obiekty oraz ich najbliższe otoczenie: budynek dawnej cechowni, budynek kotłowni, budynek maszynowni szybu Bończyk (później warsztaty szkolne), mur oporowy. Wpis do rejestru zabytków obejmuje zespół, w skład którego wchodzą wymienione budynki, obiekty oraz ich najbliższe otoczenie.
7 marca 2014 roku w budynku cechowni dawnej kopalni otwarto Teatr Tańca i Ruchu Rozbark. 4 lipca 2019 roku runął kopalniany komin, który początkowo zamierzano częściowo rozebrać (obniżyć wysokość), a w środku komina miała znaleźć się ścianka wspinaczkowa (ostatecznie, przed zawaleniem komina, wydano nakaz rozbiórki tegoż z uwagi na zły stan techniczny).